# Josiah Maraku

a Compétitions nationales et continentales officielles uniquement.

Dernière mise à jour le 18 juin 2024.
Josiah Maraku, né le 30 mars 2000 en Nouvelle-Zélande, est un joueur néo-zélandais de rugby à XV. Il évolue au poste de centre avec le Lyon OU en Top 14 depuis 2022.

## Biographie

### Jeunesse et formation
Josiah Maraku grandit dans la région de Manawatu-Wanganui, où il commence le rugby à l'âge de cinq ans dans la ville de Feilding. Il est scolarisé à la Feilding High School (en), et joue au rugby avec l'équipe première de l'établissement dans le championnat lycéen local,. Avec son équipe, il remporte le championnat national des écoles mixte en 2016, marquant un essai lors de la finale. Parallèlement à son parcours au niveau scolaire, il représente la franchise des Hurricanes en catégorie des moins de 17 et 18 ans, et fait également partie de l'académie de la province de Manawatu,,,.
Grâce à ses performances, il est sélectionné avec l'équipe des Barbarians scolaires néo-zélandais (sélection scolaire réserve) en 2017, à l'occasion d'un match contre une sélection tongienne,. En 2018, il est cette fois sélectionné avec la sélection scolaire néo-zélandaise (en),. Dans une équipe où évolue également des joueurs comme Tamaiti Williams ou Josh Lord, il affronte leurs homologues tongiens et australiens,.
Après avoir terminé le lycée, il joue au début de l'année 2019 avec le club des Feilding Yellows dans le championnat amateur de la région de Manawatu, dont il est finaliste,. Il joue aussi avec l'équipe des moins de 20 ans des Hurricanes en 2019 et 2020,.

### Carrière professionnelle
En juin 2019, il signe son premier contrat professionnel avec la province de Manawatu, alors qu'il n'est âgé que de 19 ans, pour disputer la saison 2019 de National Provincial Championship (NPC),.
Il joue son premier match le 17 août 2019 contre Taranaki,. Il joue sept matchs lors de sa première saison, dont quatre titularisations. Alors qu'il jouait principalement au poste de centre en catégorie jeune, il est beaucoup utilisé à l'aile lors de la saison. Après de bonnes performances, il s'impose comme le titulaire indiscutable au poste de second centre lors des saisons 2020 et 2021,.
En 2020, il fait partie du groupe élargi de l'équipe de Nouvelle-Zélande des moins de 20 ans, mais ne dispute aucune rencontre à la suite de l'annulation des compétitions internationales dans le contexte de la pandémie de Covid-19.
La même année, il joue avec l'équipe Development (espoir) des Hurricanes,. L'année suivante, il a l'occasion de s'entraîner avec la franchise des Blues lors de la saison de Super Rugby,.
Dans la foulée de sa troisième saison de NPC avec Manawatu, il s'engage en novembre 2021 avec le club français du RC Narbonne, récemment promu en Pro D2. Sa signature avec le club narbonnais se fait après avoir été repéré grâce à ses performances avec les Hurricanes et Manawatu. Il arrive en France début décembre, et joue son premier match le 10 décembre 2021 lors du derby audois contre Carcassonne,. Très rapidement, il s'impose comme un titulaire indiscutable, et se fait remarquer par ses qualités physiques et sa technique individuelle,. Il se distingue particulièrement lors de la réception de Provence Rugby, lorsqu'il marque l'essai de la victoire dans les derniers instants du match, après avoir résisté à plusieurs défenseurs,. Au sein d'une équipe en difficulté, qui sera reléguée après seulement cinq victoires, Maraku dispute quinze matchs et inscrit trois essais.
Dès ses premiers matchs avec Narbonne, Maraku attire l'attention de plusieurs clubs français, et il décide de s'engager pour deux saisons avec le Lyon OU, évoluant en Top 14. Son recrutement fait suite à la volonté du club lyonnais de trouver un successeur à Pierre-Louis Barassi, dont le départ au Stade toulousain vient d'être connu. Il joue son premier match sous ses nouvelles couleurs le 3 septembre 2022 face au CA Brive. Auteur d'une bonne préparation, et de solides premières performances, il s'impose comme un joueur important de la ligne de trois-quarts rhodanienne. En effet pour sa première saison en Top 14, Josiah Maraku va disputer dix-huit matchs pour quinze titularisations et va inscrire sept essais dont un en barrage face à l'Union Bordeaux Bègles. En août 2023, le LOU annonce la prolongation de son contrat jusqu'en 2026.

## Palmarès
- Finaliste de la Challenge Cup en 2025 avec le Lyon OU.